# 영동초등학교 (충북)
영동초등학교는 대한민국 충청북도 영동군 영동읍 계산리에 있는 공립 초등학교이다.

## 학교 연혁
- 1908년 5월 5일 사립 계산학교(4학급) 개교
- 1910년 7월 30일 영동공립보통학교 개편(4년제)
- 1920년 4월 1일 6년제 개편
- 1938년 4월 1일 영동남정공립심상소학교 개칭
- 1941년 4월 1일 영동남정공립국민학교 개칭
- 1945년 11월 1일 영동공립국민학교 개칭
- 1950년 4월 1일 영동국민학교 개칭
- 1965년 3월 1일 부용국민학교 분리
- 1980년 3월 7일 병설유치원 개원
- 1993년 3월 1일 화신분교 통합
- 1996년 3월 1일 영동초등학교 개칭
- 2001년 3월 1일 화곡초등학교 통합
- 2014년 2월 28일 병설유치원 폐원
- 2019년 3월 1일 제39대 김종숙 교장 취임

## 소장 문화재
영동초등학교 내에 있는 이 부도는 전체가 마치 연꽃봉오리 모양을 하고 있다. 원래는 심원리의 옛 절터에 있던 것을 이곳으로 옮겨 놓은 것이다. 1982년 12월 17일 충청북도의 유형문화재 제122호로 지정되었다.

## 참고 자료
- 영동초등학교 - 한국교육학술정보원 학교알리미